# Prix du musée du Conseil de l'Europe
Pour les articles homonymes, voir Prix du musée européen de l'année.
Le Prix du Musée du Conseil de l'Europe est attribué par la commission de la culture, de la science, de l'éducation et des médias de l'Assemblée parlementaire du Conseil de l'Europe, à partir d'une courte liste de trois candidats présentée par le Jury EMYA pour l'anglais European Museum of the Year Award.
Le Prix du Musée du Conseil de l'Europe est décerné aux musées qui favorisent le respect des droits de l'homme et la démocratie, visent à rapprocher les cultures et à placer leurs collections dans la perspective européenne. Ce prix prestigieux est destiné à mettre en évidence la nécessité de préserver et de promouvoir le patrimoine culturel européen en tant que facteur unissant le Conseil des 47 Etats membres de l'Europe. Elle implique la reconnaissance de l'excellence affichée par les musées gagnants dans l'approche qu'ils prennent pour le travail du musée, tout en respectant pleinement les critères EMYA. Le musée lauréat reçoit une statuette en bronze de Joan Miró, « la femme aux beaux seins », qu’il conserve durant un an, ainsi qu’un diplôme.
Le Fonds de dotation de l’ICOM soutient, outre les activités le Prix du Musée du Conseil de l'Europe,,,.

## Lauréats
Les noms des lauréats du Prix du Musée du Conseil de l'Europe depuis 1977 sont publiés chaque année sur le site de l'Assemblée parlementaire du Conseil de l'Europe.
| Année | Musée                                                     | Ville               | Pays               |
| ----- | --------------------------------------------------------- | ------------------- | ------------------ |
| 1977  | Fondation Joan-Miró                                       | Barcelone           | Espagne            |
| 1978  | Bryggens Museum                                           | Bergen              | Norvège            |
| 1979  | Musée municipal Rüsselsheim                               | Rüsselsheim am Main | Allemagne          |
| 1980  | Monaghan County Museum                                    | Monaghan            | Irlande            |
| 1981  | Stockholm Music Museum                                    | Stockholm           | Suède              |
| 1982  | Åland Museum                                              | Mariehamn           | Finlande           |
| 1983  | Joanneum - The Provincial Museum of Styria                | Graz                | Autriche           |
| 1984  | Living Museum of the Canal du Centre                      | Thieu               | Belgique           |
| 1984  | The Boat Museum                                           | Ellesmere Port      | Royaume-Uni        |
| 1987  | Heimatmuseum-Neukölln Museum                              | Berlin              | Allemagne          |
| 1988  | The Bavarian National Museum                              | Munich              | Allemagne          |
| 1988  | Museum of the Convent of Descalzas Reales                 | Madrid              | Espagne            |
| 1989  | Jewish Historical Museum                                  | Amsterdam           | Pays-Bas           |
| 1990  | Manuel da Maia Museum of Water                            | Lisbonne            | Portugal           |
| 1991  | German Salt Museum                                        | Lunebourg           | Allemagne          |
| 1992  | Argenta Marsh Museum                                      | Argenta             | Italie             |
| 1993  | Kobarid Museum                                            | Kobarid             | Slovénie           |
| 1993  | Archaeological Museum of Istanbul                         | Istanbul            | Turquie            |
| 1994  | Provincial Museum of Lapland                              | Rovaniemi           | Finlande           |
| 1995  | House of History of the Federal Republic of Germany       | Bonn                | Allemagne          |
| 1996  | MAK-Austrian Museum of Applied Arts                       | Vienne              | Autriche           |
| 1997  | Children's Museum, Tropical Museum                        | Amsterdam           | Pays-Bas           |
| 1998  | Museum Centre on Strelka                                  | Krasnoïarsk         | Russie             |
| 1999  | Palais des Beaux-Arts                                     | Lille               | France             |
| 2000  | In Flanders Fields                                        | Ypres               | Belgique           |
| 2001  | Helsinki Theatre Museum                                   | Helsinki            | Finlande           |
| 2002  | Buddenbrookhaus                                           | Lübeck              | Allemagne          |
| 2003  | Laténium                                                  | Hauterive           | Suisse             |
| 2004  | Museum of Health Care                                     | Edirne              | Turquie            |
| 2005  | Museum of Byzantine Culture                               | Thessalonique       | Grèce              |
| 2006  | Churchill Museum                                          | Londres             | Royaume-Uni        |
| 2007  | Musée international de la Réforme                         | Genève              | Suisse             |
| 2008  | Svalbard Museum                                           | Longyearbyen        | Norvège            |
| 2009  | Zeeuws Museum                                             | Middelbourg         | Pays-Bas           |
| 2010  | Portimão Museum                                           | Algarve             | Portugal           |
| 2012  | Musée de Rautenstrauch-Joest                              | Cologne             | Allemagne          |
| 2013  | Museum of Liverpool                                       | Liverpool           | Royaume-Uni        |
| 2014  | Baksı Müzesi                                              | Bayburt             | Turquie            |
| 2015  | Musée des Civilisations de l'Europe et de la Méditerranée | Marseille           | France             |
| 2016  | Centre de la solidarité européenne                        | Gdańsk              | Pologne            |
| 2017  | Mémorial ACTe                                             | Pointe-à-Pitre      | France             |
| 2018  | War Childhood Museum                                      | Sarajevo            | Bosnie-Herzégovine |
| 2019  | Musée de la communication                                 | Berne               | Suisse             |
| 2020  | Musée de la Surveillance secrète (House of leaves)        | Tirana              | Albanie            |
| 2021  | GULAG History Museum                                      | Moscou              | Russie             |
| 2022  | Nano Nagle Place                                          | Cork                | Irlande            |
| 2023  | Musée des Travailleurs                                    | Copenhague          | Danemark           |